# Cheilanthes × carlotta-halliae
Cheilanthes × carlotta-halliae là một loài dương xỉ trong họ Pteridaceae. Loài này được W.H.Wagner & E.F.Gilbert mô tả khoa học đầu tiên năm 1957.
Danh pháp khoa học của loài này chưa được làm sáng tỏ. 